# 村上和成
村上 和成（むらかみ かずなり、1973年11月29日 - ）は、日本の総合格闘家、プロレスラー。本名：村上 一成（むらかみ かずなり）。アーティスト、作詞家の飛松里美は妻。

## 来歴
富山第一高等学校では小路晃と同級生であり、同じ柔道部に所属していた。拓殖大学に進学後も柔道部に所属。
1995年4月、和術慧舟會に入門。8月、真・格斗術トライアル・トーナメントで総合格闘家としてデビューした。10月には第2回ザ・トーナメント・オブ・Jに出場したが、1回戦で郷野聡寛にKO負け。
1996年の第3回ザ・トーナメント・オブ・Jでは2回戦で郷野を判定勝ちで雪辱を果たす。同年10月、アメリカで開催されたエクストリーム・ファイティング・チャンピオンシップに参戦、UWFや藤原組などに参戦していたバート・ベイルを下す。
1997年3月にはEFCヘビー級王者のモーリス・スミスと対戦したが敗れる。10月にはPRIDE.1にも出場、その第1試合でジョン・ディクソンと対戦、腕ひしぎ逆十字固めで勝利する。
1998年、空手・キックの猛者だった藤井毅、柔道選手（柔道二段）だった佐藤耕平（現プロレスラー・ZERO1所属）、スポーツインストラクターで格闘家の岡田孝（現・三州ツバ吉）らとともに千葉・行徳に順道会館を設立して館長となるも、アントニオ猪木が率いるUFOの所属となって館長を辞任、プロレスラーとなる。
1999年1月4日、東京ドームにおける小川直也対橋本真也戦のセコンドについていた際、小川の暴走に端を発した両軍セコンド同士の乱闘に村上も巻き込まれ、いびきをかいて眠りだすなど一時昏睡状態に陥るほどのダメージを負った（決定的なダメージを負わせたのは飯塚高史のストンピングと当時は言われていたが、後に映像を見た村上本人が極めて目立った選手が飯塚だったと永田裕志のチャンネルで語っている）。顔は凹凸がなくなるほど腫れ上がり約1か月の入院という重傷であったが、村上はこれがきっかけでプロレスのリングで活躍する足がかりをつかんだ。この件についてはジェラルド・ゴルドーのリンク先も参照のこと。
2000年1月4日に新日本プロレス東京ドーム大会に初参戦、村上は小川と組んで橋本＆飯塚高史組と対戦したが敗北、この試合以後も飯塚とは数度対戦するも連敗する。同年のメモリアル力道山興行で会場の横浜アリーナに入る橋本を野外の駐車場で奇襲したことから、昭和のテロリストこと藤原喜明になぞらえて「平成のテロリスト」としてその名を広めていった。8月にはPRIDE.10に出場し佐竹雅昭と対戦し、村上も序盤テイクダウンを奪うなど試合を優位に進めたが1ラウンド中盤にスタンドに戻って佐竹に組み付いた際、不運にも村上の足が滑って倒れ、佐竹にマウントポジションを取られてしまいマウントパンチの連打でKO負けする。11月、バトラーツ駒沢大会で石川雄規と対戦し狂乱ファイトの末、敗北した。（なお、この試合が村上のベストバウトの一つでもある。）
2000年10月26日、アーティスト・作詞家の“RIM”（本名・飛松里美。「1650 B'way」メンバー）と入籍。
2001年3月、ZERO-ONE旗揚げ戦で大谷晋二郎と対戦し勝利を収めた。4月18日、ZERO-ONE旗揚げ第2戦に小川とのタッグで出場したが三沢光晴＆力皇猛組と対戦し、敗北を喫した。7月の火祭りをドタキャンし、しばらくZERO-ONEと絶縁した。
しかし2002年3月、当時ZERO-ONEで活動していた小川と袂を別ち暫く消息を絶つ。9月に新日本プロレスに登場し、魔界倶楽部に加入する。10月の東京ドームにおける新日VS外敵軍七番勝負では当初は佐々木健介と対戦するはずであったが、直前になって健介が鈴木みのるとの対戦に関して会社側と対立して新日本を電撃退団したため、急遽、村上との対戦に名乗りを挙げた成瀬昌由と対戦、村上が胴絞めスリーパーで勝利する。村上は、試合後のインタビューで健介のことを「ゴミ以下」と発言、その後も村上は魔界倶楽部で活動を続けていった。
2003年12月31日、村上は「INOKI BOM-BA-YE 2003」にK-1のルールでステファン・"ブリッツ"・レコと対戦したが、1R右ハイキックで村上のKO負けとなった。村上は試合前のリング上で、花束の贈呈に来たK-1選手の武蔵に花束で殴りつける乱闘も繰り広げた。ただし、試合解説を務めた高山善廣曰く、「あれが彼なりの礼儀、彼があれをやらなかったらやばい、どうかしている」とのことであった。
2004年には魔界倶楽部のリーダーとなり、蝶野正洋、柴田勝頼とトリオを組む。しかし同年夏には怪我のため欠場、秋に魔界倶楽部の解散、無期限欠場を宣言し、2005年の契約更改では更新を行わずにいた。
2005年5月、村上は新日本プロレスの元取締役・上井文彦氏が創設したビッグマウスの第1号の所属選手となった。8月にはビッグマウス・ラウド社長に就任する。だが2006年8月、「重大な裏切りがあった」として、後楽園ホール大会を最後に上井氏と袂を分かつ。
2006年7月にかつてドタキャンしたZERO1-MAXの火祭りに出場、火祭り提唱者である大谷晋二郎と初戦で対戦。大谷にとって村上は因縁浅からぬ相手であったが、村上が先制攻撃から場外乱戦で大谷を流血させ、終始村上ペースの展開となり大谷も村上を失神させそうな場面があったものの、勝利にこだわった村上の一瞬の丸め込みが決まり大谷からピンフォールを奪った（勝ち点2）。その後、田中将斗に敗れ吉江豊とは両者リングアウト（勝ち点1）、本間朋晃に勝利（勝ち点2）、村上は合計勝ち点5点で終了となった。ところが同ブロックの本間を除く村上を含む4選手が同じ勝ち点で横一線となり、4WAYマッチによる決定戦が行われ、遺恨のある大谷が村上に向かい突進、大谷のフォールにより村上は4人の中では最初の敗退者となり、村上の決勝進出とはならなかった。
9月、大森隆男とシングルで対戦、得意の場外戦を仕掛けた上、観客席にいた松永光弘の加勢を受けて大森を大流血させ勝利。
10月6日、プロレスリング・ノアに初参戦を果たし、タッグマッチで三沢光晴と対戦。13日のNOAH大阪大会で三沢とシングルで戦ったが、完敗した。また、小橋建太&本田多聞組が小橋の病による長期離脱により返上し空位となっていたGHCタッグ王座の新王者決定トーナメントに大谷と出場(準決勝で森嶋猛&モハメド・ヨネ組に敗退)、12月2日のNOAH横浜文化体育館大会では大谷、高岩竜一と組んで、秋山準、金丸義信、橋誠と対戦した。
10月27日、松永と組み、大谷・田中組と対戦するも仲間割れを起こす。11月11日松永とノーロープ有刺鉄線デスマッチ（特別レフェリー・大谷晋二郎）で対戦し松永を失神させTKO勝利。
2007年6月8日、NOAH横浜大会で丸藤正道と対戦。村上の入場中に自ら丸藤が控えるバックステージに直行、丸藤を大流血に追い込み勝利を収めた。その後は火祭り2007に参戦するも、初戦の大谷晋二郎戦で負った脳の負傷により長期欠場に入る。2007年11月11日バトラーツ新宿大会に来場、4か月ぶりに姿を見せた。
2010年2月11日の健介オフィスの後楽園ホール大会にて復帰を果たし（対健介）、リングネームを「ビッグ村上」に改めた。その後も健介オフィスに参戦し続け、村上も割と健介オフィスの若手選手を相手に相変わらずの打撃系ファイトを中心に強さを見せつけていた。村上はそういった事に対し、「自分の団体ではないが、若手選手が向かってくるのは頼もしいし、成長している過程がわかる。ただ俺はそれらを潰すだけ。最後には団体（健介オフィス）を乗っ取りだよ」と胸の内を発言している。
9月2日、第2回コラソンプロレスに参戦、以来毎年参戦している。
2011年6月2日、リングネームの「ビッグ」を諸橋晴也に譲り、自身のリングネームは村上和成に戻した。
2012年12月12日、コラソンプロレスの運営会社コラソンジャパンとアイスリボンの共同事業として設立される「コラソン女子プロレス」のコーチに就任。選手活動もコラソン女子プロレス所属扱いとなる。
2014年12月11日、後楽園ホールで行われた東京愚連隊自主興行「TOKYO DREAM 2014」で1年8か月ぶりに復帰、高山と組んで稲葉大樹&村瀬広樹組と対戦し、高山が村瀬にニーリフトからピンフォール勝ちした。
2018年、左大胸筋及び右膝靭帯手術のため長期欠場となる。
2020年12月、NOAH後楽園大会にてNOSAWA論外が連れてきたＸとして登場。12月29日の後楽園大会にて数十年振りの参戦が決まる。

## 得意技
変形STO
ランニングして放つ変形のSTO。村上のSTOはラリアットのように腕を叩きつけて刈り倒す点が特徴。
コーナー踏みつけ
コーナーに倒した相手を、コーナーロープのバネを利用して全身を伸ばしながら相手の肩を両足で踏みつける技。試合序盤に見せる村上の代名詞的なムーブ。絶叫を上げながら踏みつけてブーイングを受けるのが定番だったが、村上のヒールスタイルが受け入れられてきた近年では歓声を受けている。
各種のパンチとキック
試合は大体がパンチとキックで組み立てられる。
逆さ押さえ込み
村上の隠れた得意技で、大谷晋二郎から3カウントを奪ったこともある。
スモールパッケージホールド
ノーザンライトボム

## 入場曲
- The Moonlight Coming（Crack Z）

## タイトル歴
リアルジャパンプロレス
- レジェンド王座

## ファイトスタイル
UWF系にラフファイトを絡めたシュート風スタイルでパンチ（総合格闘技用オープンフィンガーグローブを常に着用している）とキック、踏みつけで試合の大半を組み立てる。しかし柔道をバックボーンとしているだけあり、時折繰り出す払い腰などの投げ技の切れ味は特筆に値する。その反面、比較的寝技などのグラウンドにおける攻防は好んで行わない。
闘争心をむき出しにした攻撃的なプロレスを展開する一方で、若干スタミナに欠け打たれ弱いとする評も多い。大技が一発入るだけでもグロッキーになり、あっけなく逆転を許すこともしばしばある。小川の弟分的存在だった頃は、何度も他選手の試合に乱入するも手痛い反撃を受けることが多かった。そのような経緯もあり2002年、新日本プロレスに魔界倶楽部の一員として再上陸した際は大ブーイングで迎えられたが、当時のIWGPヘビー級王者でありエースであった永田裕志を圧倒するグラウンド技術とスタミナを披露、返り血の付いたグローブを舐め上げるパフォーマンスを見せるなど観客を沸かせるムーブを組み立てられるようになり、ただのラフファイターとは違うヒールスタイルのレスリング技術を魅せるようになった。
鬼気迫る表情で観客の注目を集めることに長けており、試合前の睨み合いで喝采を浴びるシーンも多い。

## エピソード
- リング上の振る舞いなどから粗暴なイメージが強いが、ファンに対しては非常に礼儀正しく好意的に接する人物として知られている。ワールドプロレスリングの新春企画での各選手挨拶の際、普段の彼からは想像もつかないような爽やかな笑顔で「今年は僕も頑張りますので応援してください！」とコメントしている。
- 上記に加え、新日本プロレス参戦時の試合後のインタビューは決まって暴言、インタビュアーに掴みかかるなど乱暴な様子を見せていたが、魔界倶楽部に所属している際に参戦したジャングル・ファイトでは、試合勝利後のインタビューに喜びを隠し切れない様子で敬語の受け答えするなど、ヒールである村上とは同一人物だと思えないほどの性格の良さを見せてしまったエピソードも存在する。
- テレビドラマにレギュラー出演した時、他出演者たちからほとんど話しかけられなかった。村上は「体育会は新入りには声かけてもらえないから、テレビ界もそうなのだろう」と思っていたが、最終回の収録頃になって出演者から「実は怖くて声がかけられなかった」と打ち明けられた。

## 戦績

### 総合格闘技
| 総合格闘技 戦績 | 総合格闘技 戦績 | 総合格闘技 戦績 | 総合格闘技 戦績 | 総合格闘技 戦績 | 総合格闘技 戦績 | 総合格闘技 戦績 |
| --------------- | --------------- | --------------- | --------------- | --------------- | --------------- | --------------- |
| 10 試合         | (T)KO           | 一本            | 判定            | その他          | 引き分け        | 無効試合        |
| 5 勝            | 1               | 2               | 1               | 1               | 0               | 0               |
| 5 敗            | 4               | 1               | 0               | 0               | 0               | 0               |

| 勝敗 | 対戦相手               | 試合結果                      | 大会名                                                        | 開催年月日     |
| ○    | リー・ヤングガン       | 1R 1:09 腕ひしぎ十字固め      | Jungle Fight 1                                                | 2003年9月13日  |
| ×    | ヴァリッジ・イズマイウ | 2R 3:03 TKO（パウンド）       | 世界最強伝説 UFO LEGEND                                       | 2002年8月8日   |
| ×    | 佐竹雅昭               | 1R 6:58 TKO（マウントパンチ） | PRIDE.10                                                      | 2000年8月27日  |
| ○    | ジョン・ディクソン     | 1R 1:34 腕ひしぎ十字固め      | PRIDE.1                                                       | 1997年10月11日 |
| ×    | モーリス・スミス       | 1R 4:23 KO（パンチ）          | Extreme Fighting 4 【Extreme Fightingヘビー級タイトルマッチ】 | 1997年3月28日  |
| ○    | バート・ベイル         | 1R 4:37 TKO（パンチ連打）     | Extreme Fighting 3                                            | 1996年10月18日 |
| ×    | 須田匡昇               | 2R 1:38 腕ひしぎ十字固め      | ザ・トーナメント・オブ・J '96 【準決勝】                      | 1996年3月30日  |
| ○    | 郷野聡寛               | 3分2R終了 判定                | ザ・トーナメント・オブ・J '96 【2回戦】                       | 1996年3月30日  |
| ○    | 大杉勇                 | 1R 4:10 アームロック          | ザ・トーナメント・オブ・J '96 【1回戦】                       | 1996年3月30日  |
| ×    | 郷野聡寛               | 1R 2:25 KO（右ハイキック）    | ザ・トーナメント・オブ・J '95 【1回戦】                       | 1995年10月13日 |

### キックボクシング
| 勝敗 | 対戦相手                     | 試合結果                   | 大会名                                  | 開催年月日     |
| ×    | ステファン・"ブリッツ"・レコ | 1R 1:08 KO（右ハイキック） | INOKI BOM-BA-YE 2003 馬鹿になれ夢を持て | 2003年12月31日 |

## メディア出演

### テレビドラマ
- 向井荒太の動物日記 〜愛犬ロシナンテの災難〜（2001年、日本テレビ）
- はるか17 第5話（2005年、テレビ朝日）
- 大河ドラマ（NHK）
  - 功名が辻 第25話・第30話・第31話（2006年6月25日・7月30日・8月6日、NHK総合）
  - 麒麟がくる 第28話（2020年10月18日、NHK総合・NHK BSプレミアム）
  - 青天を衝け 第25話（2021年8月22日、NHK総合・NHK BSプレミアム・NHK BS4K）
  - 鎌倉殿の13人（2022年、NHK総合・NHK BSプレミアム・NHK BS4K） - 土佐坊昌俊 役
- 連続テレビ小説（NHK総合・NHK BSプレミアム）
  - 梅ちゃん先生 第73話・第74話（2012年6月25日・26日）
  - とと姉ちゃん 第42話・第58話（2016年5月21日・6月9日） - 舎弟 役
- 好好!キョンシーガール〜東京電視台戦記〜（2012年10月13日 - 12月22日、テレビ東京） - キングキョンシー 役
- でたらめヒーロー 第1話（2013年4月4日、日本テレビ）
- 斉藤さん2 第10話（2013年9月21日、日本テレビ）
- クロコーチ 第4話（2013年11月1日、TBS）
- テレビ朝日開局55周年記念 2夜連続ドラマスペシャル「宮本武蔵」 第二夜（2014年3月14日、テレビ朝日）
- リバースエッジ 大川端探偵社 第10話（2014年6月21日、テレビ東京）
- 警視庁捜査一課9係 season9 スピンオフSP（2014年6月27日、テレビ朝日） - 戸塚 役
- 信長協奏曲 第4話・第7話・第10話・第11話（2014年11月3日・24日・12月15日・22日、フジテレビ）
- 三匹のおっさん2〜正義の味方、ふたたび!!〜 第1話（2015年4月24日、テレビ東京）
- 民王 第1話（2015年7月24日、テレビ朝日）
- ドラマ25「宮本から君へ」 第12話（2018年6月30日、テレビ東京）
- ドラマイズム「彼岸島 Love is over」（2016年9月21日 - 10月12日、TBS）
- 刑事7人 シーズン3 第9話・最終話（2017年9月6日・13日、テレビ朝日）
- 土曜時代ドラマ「アシガール」 第11話（2017年12月9日、NHK総合）
- 宮本から君へ 第12話（2018年6月29日、テレビ東京） - ドン・キホーテ店員 役
- 開局55周年特別企画「あまんじゃく」（2018年9月24日、テレビ東京）
- ラッパーに噛まれたらラッパーになるドラマ 後編（2019年7月13日、テレビ朝日）
- ドラマ24「あのコの夢を見たんです。」 第2話（2020年10月10日、テレビ東京）
- 泣くな研修医 第1話・第2話（2021年4月24日・5月1日、テレビ朝日）
- 新・信長公記～クラスメイトは戦国武将～ 第8話（2022年9月11日、読売テレビ） - クロフネ 役

### 映画
- タイガーマスク（2013年、アークエンタテインメント） - 虎の穴のレスラー 役
- 土竜の唄 潜入捜査官REIJI（2014年、東宝）
- 極道大戦争（2015年、日活）
- DESTINY 鎌倉ものがたり（2017年、東宝） - 魔物本田(大)、象頭鬼 役
- ピア〜まちをつなぐもの〜（2019年、ユナイテッドエンタテインメント） - 岩木義孝 役

### ウェブテレビ
- DDT VS サイバーエージェント 路上プロレス-男色死亡遊戯-（2017年12月21日、AbemaTV）[2]